# Mânăstireni, Botoșani
Mânăstireni este un sat în comuna Unțeni din județul Botoșani, Moldova, România.

## Personalități
- Anton Achiței, (1947 - 2020), interpret de muzică populară din Moldova